# Skohö

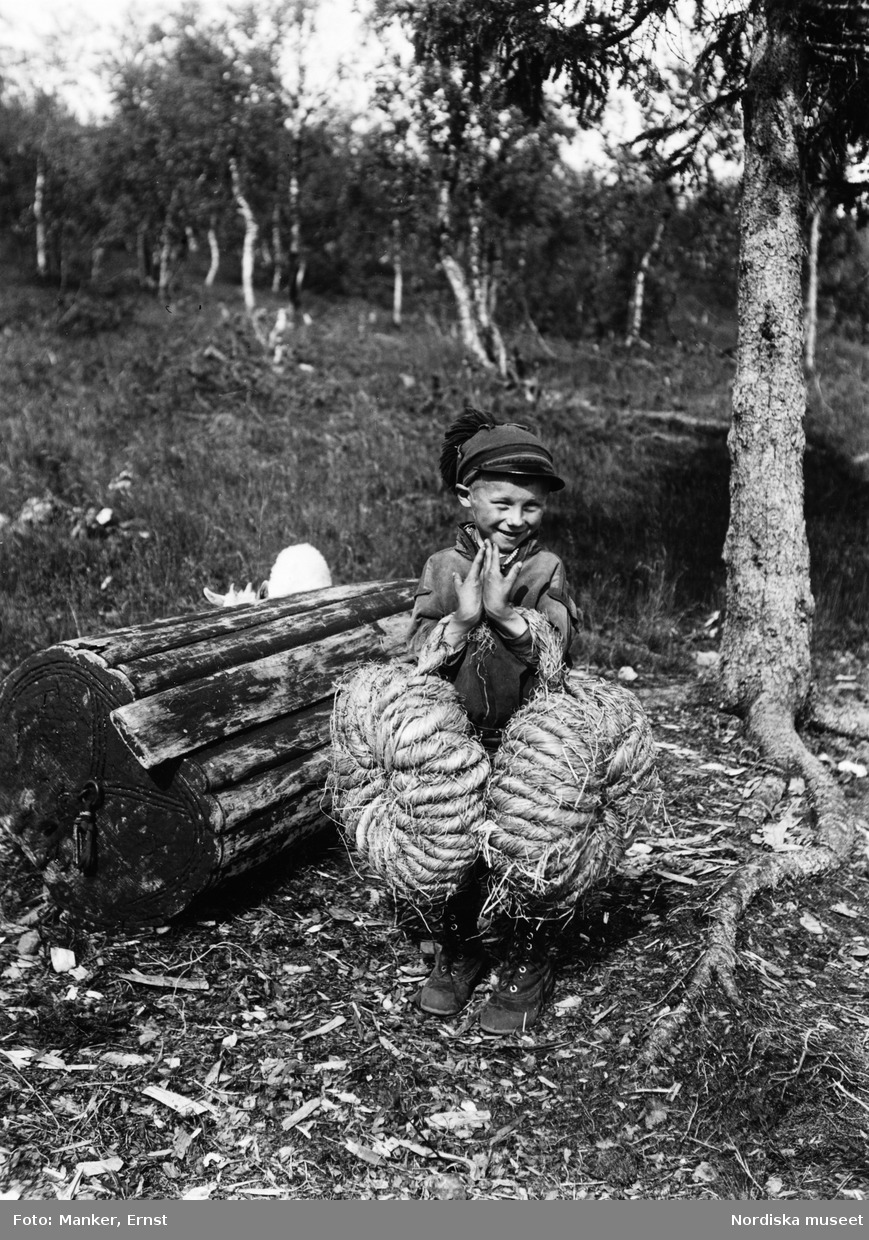
Gustav Skum, sonson till Nils Nilsson Skum, med ett par rullar skohö. Sjisjka, Girjas sameby.

Skohö är en sammanfattande benämning på starr, gräs och halm som insamlats, torkats och beretts för att användas som isolering i skor.  Skohö tillverkat av starr användes av samer och nybyggare i Norrlands inland till långt in på 1900-talet och kan användas än idag. Skohö heter gámasuojne på lulesamiska.

## Skohö i skor
Skohö värmer fötterna bra om man kan stoppa in det på rätt sätt. Skohöt hanteras först med händerna så det blir mjukt, varpå det formas till en tät bädd som förs in i skon. Under hälen viks skohöt extra så det bildar en klack. Foten stoppas därefter in i skon och man fyller på med skohö så att det känns bra. Förr i tiden användes endast skohö i skor, på senare tid använde man ofta en tunn socka och utanpå den skohö.

## Starr
Det finns flera hundra olika starrarter i de nordiska länderna. Starr har ofta ett trekantigt strå och saknar ledknutar. Oftast har blåsstarr (Carex vesicaria), flaskstarr (Carex rostrata) och norrlandsstarr (Carex aquatilis) använts vid tillverkande av skohö. Starren skördas under sensommaren, då den innehåller mycket växtfibrer vilket gör att den inte går sönder vid bearbetning till skohö.

## Skära skohö
Samer skördade starren som skulle användas till skohö i augusti. Skörden skulle räcka ett helt år. Familjer hade ofta särskilda skohöställen, suojnesaddje på lulesamiska. De allra bästa fann man vid bäckar, myrar och inne i videsnår. När man skördar starr skär man av den med en kniv så nära marken som möjligt. Det allra bästa skohöt finns vid den nedre delen av starren. Starren rensades från grova strån, ax och ris som följt med och lades i buntar. Bra starr att tillverka skohö av är mjukt och högt och det innehåller också mindre ax. En äldre benämning på skohö var lapphö.

## Från starr till skohö
Då man skurit, rensat och buntat knippen kunde man bearbeta starren. Det finns olika sätt att få den mjuk. Man kan slå den mot en vass sten eller dra den genom en spikkam, vilket var en bräda med spikar som  starren drogs igenom. Innan man flätar skohöet låter man det delvis torka. Skohöflätorna som sedan gjordes hängdes upp på en stång för att torka färdigt. En skohöfläta som flätas i två flätor heter bilggá på lulesamiska. Skohöflätor tar mycket plats. Ville man förvara skohö i en njalla en förrådsbod på en stolpe, eller ta det med sig i en pulka vid flyttning tillverkades en vierra, en skohöring. Skohöt virades på en rundbunden videslana tills det bildade en krans. Nybyggare och skogssamer sålde ibland färdigberett skohö till fjällsamer.

## Förvara skohö
När man skall torka skohö beror det på hur man bor. Befinner man sig i en stuga, går det fort, det är oftast oanvändbart efter några dagar. I en stuga förvarades skohö oftast i en skohöstol som ibland kunde vara tillverkad av en ihålig stubbe. Sover man i en kåta lägger man skohö en bit bort från elden en stund, därefter kunde man sätta tillbaka det i skorna eller lägga det mot duken. I hög värme eller sol smulas skohö sönder.

## Hälsosamt för fötterna
Skohö suger upp svett från fötterna, vilket håller fötterna fina och mjuka vid användande.